# Palazzo Ruffo di Baranello
Il Palazzo Ruffo di Baranello è un edificio storico di Napoli, ubicato in via Cedronio, nel cuore dei Quartieri Spagnoli.
Pochissime sono le notizie sulle vicende costruttive e storiche di questo palazzo. Si può ipotizzare che sia stato eretto nei decenni tra il XVI secolo e il XVII secolo, quando si pervenne alla totale saturazione edilizia del Quartiere Spagnolo, voluto dal viceré Don Pedro Alvarez de Toledo. 
Nel XVIII secolo venne acquistato da un ramo della potente e ricchissima famiglia Ruffo, quello dei duchi di Baranello, che certamente lo ampliò in altezza, con la conseguente costruzione della slanciata scala aperta. Una guida della città, datata 1815, ci permette di intuire la fastosità degli appartamenti di rappresentanza, nei quali era esibita una prestigiosa pinacoteca.
Il palazzo (che ha giovato del restauro dei prospetti esterni in anni recenti) si presenta come una costruzione di cinque piani sviluppatasi progressivamente in altezza nel corso dei secoli. Di grande eleganza formale è il dettaglio della cornice in stucco della finestra del primo piano dalla quale si dipartono due volute; mentre le finestre del secondo, del terzo e del quarto presentano delle cornici sormontate da timpani che si alternano in forme curve e triangolari. Al centro del basamento si apre il portale che permette di raggiungere prima l'androne (sulla cui volta è affrescato uno stemma meritevole di restauro, che si dice essere quello dei conti Panzuto, probabili proprietari dell'immobile dopo i Ruffo) e poi il cortile, in fondo al quale si staglia una scala aperta che sa essere ancora d'effetto, nonostante la sostituzione nel dopoguerra dei pilastri originali con dei nuovi in calcestruzzo per consolidarne la statica.
Allo stato odierno è adibito ad abitazioni private.